# Endoiasimyia indiana
Endoiasimyia indiana är en tvåvingeart som beskrevs av Jacques-Marie-Frangile Bigot 1882. Endoiasimyia indiana ingår i släktet Endoiasimyia och familjen blomflugor. Inga underarter finns listade i Catalogue of Life.